# Bursă

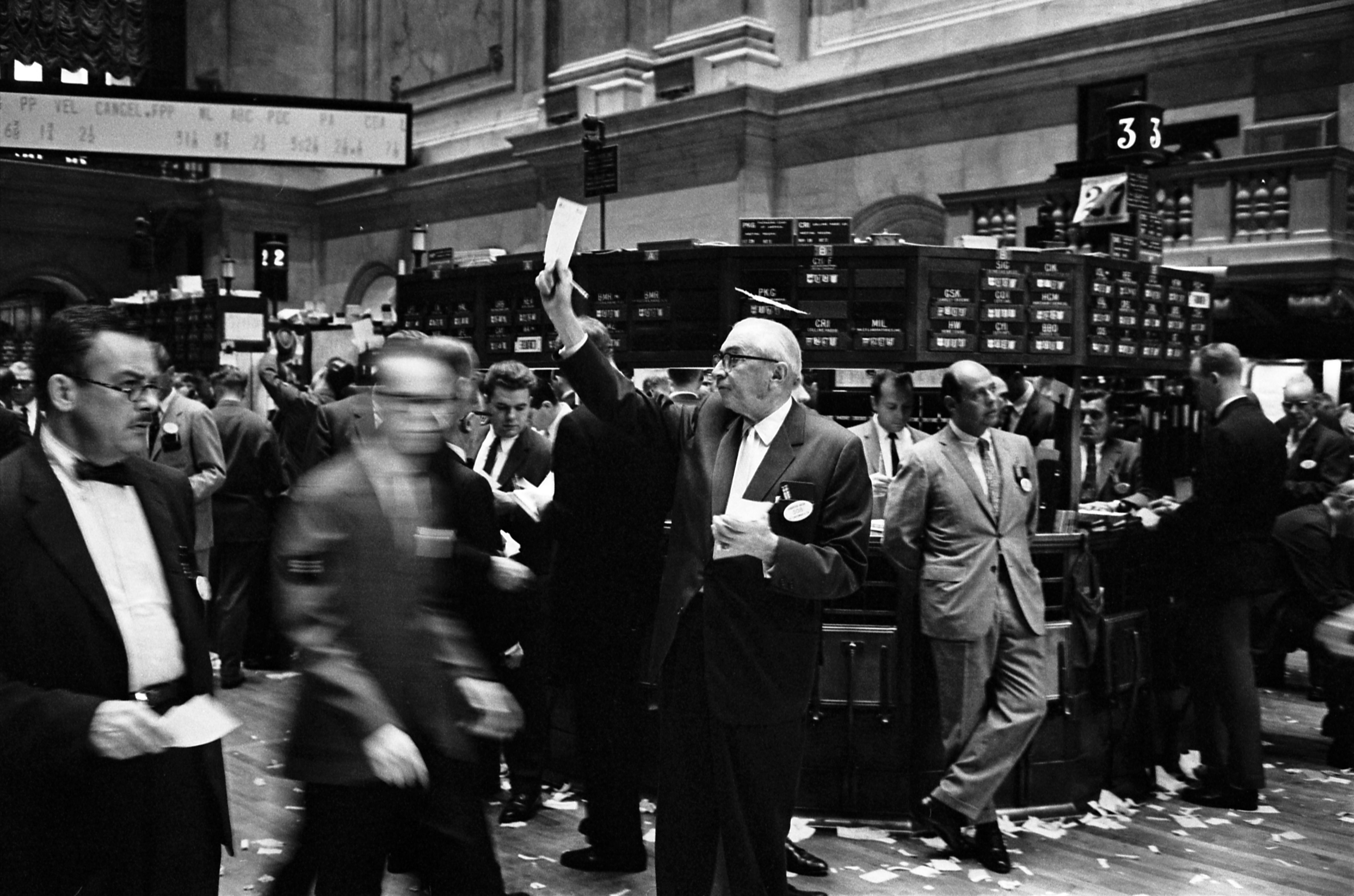
Bursa de Valori din New York, anul 1963

Bursa (neerlandeză beurs, germană Börse, franceză bourse, italiană bórsa, spaniolă bolsa, engleză exchange) este o piață publică, unde se desfășoară tranzacții cu titluri financiare (acțiuni, obligațiuni etc.), cu mărfuri sau cu valute. Respectiv există burse de valori, burse de mărfuri, burse valutare ș.a..

## Istoric

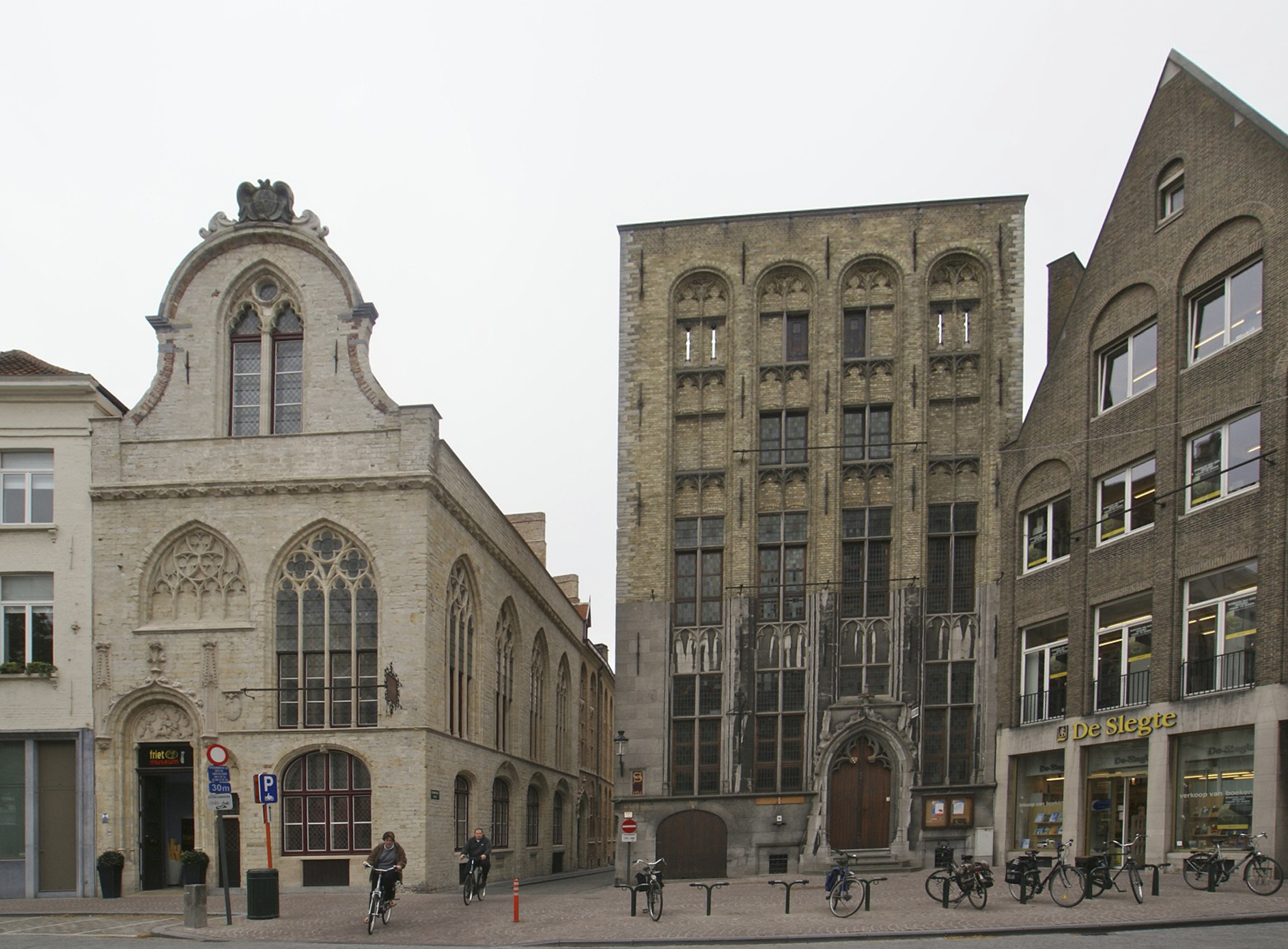
"Huis ter Beurze" (centru) în Bruges, Belgia.

Termenul bursă se referă la o cârciumă din secolul al XIII-lea "Huis ter Beurze" deținută de familia Van der Beurze din Bruges, Belgia, unde comercianți din  Europa, în special republicile italiene Genova, Florența și Veneția, au desfășurat activități în perioada medievală.
Conform unora dintre istoricii fenomenului, apariția bursei în forma modernă se leagă de fondarea Companiei Olandeze a Indiilor de Est, în 1602. Deși în Roma republicană și Imperiul Roman au avut loc tranzacții financiare specifice bursei, Compania Indiilor de Est a fost prima care a emis obligațiuni și acțiuni, plătind în schimb dividende care se ridicau în medie la 16% pe an. În Anglia, regele William al III-lea a emis primele obligațiuni de stat în 1693, urmate de fondarea Băncii Angliei (1694) și primele emisiuni publice de acțiuni ale unor companii.
Acțiunile erau tranzacționate la vremea respectivă în cafenele de pe așa-numita Alee a Schimbului (Exchange Alley). În următoarele decenii însă, a avut loc una din cele mai mari himere economice (bubble), prin creșterea galopantă a acțiunilor South Sea Company, până în anul 1720. La sfârșitul acestui an, acțiunile companiei menționate s-au prăbușit.
Acțiunile altor companii au continuat totuși să fie tranzacționate, ceea ce a dus la crearea piețelor financiare.

## Prezentare
Bursele reunesc brokeri și dealeri care cumpără și vând  obiecte. Aceste instrumente financiare pot fi vândute fie în mod obișnuit, fie prin intermediul bursei în beneficiul unei case de compensare pentru a reduce riscul de decontare.
Bursele pot fi divizate:
- După obiecte vândute:
  - Burse de valori sau schimburi valutare[2]
  - Schimb de mărfuri
  - Piață valutară - este rară astăzi sub forma unei instituții specializate
- După tip de comerț:
  - Schimburi clasice pentru tranzacții la fața locului.

## Funcțiile bursei
- organizarea schimburilor comerciale;
- stabilirea regulilor comerciale, inclusiv a standardelor pentru mărfurile vândute prin schimb;
- elaborarea modelelor de contracte;
- ofertă de preț;
- soluționarea litigiilor (arbitrajului);
- activități de informare;
- furnizarea anumitor garanții de îndeplinire a obligațiilor de către ofertanți.

## Tipuri de tranzacții
- Poziția lungă (cumpărarea unui instrument financiar - acțiuni, obligațiuni, valute, contracte futures, opțiuni etc. - calculată pe baza creșterii valorii acestuia)
- Poziția scurtă (vânzarea în lipsă, adică valorile mobiliare sunt împrumutate și vândute pentru o scădere a valorii acestora, se prevede răscumpărarea activului depreciere și returnarea către creditor).

## Exemple
- Bursa de Valori București
- Bursa de Valori a Moldovei
- Bursa de Valori din New York
- Bursa Română de Mărfuri.